# San Pietro Val Lemina
San Pietro Val Lemina é uma comuna italiana da região do Piemonte, província de Turim, com cerca de 1.480 habitantes. Estende-se por uma área de 12.43 km², tendo uma densidade populacional de 119 hab/km². Faz fronteira com Pinasca, Pinerolo, Villar Perosa, Porte.

## Demografia
| Variação demográfica do município entre 1861 e 2011                               |
|                                                                                   |
| Fonte: Istituto Nazionale di Statistica (ISTAT) - Elaboração gráfica da Wikipedia |